# Łukasz Kubot
Łukasz Kubot, né le 16 mai 1982 à Bolesławiec, est un joueur de tennis professionnel polonais.
Il joue principalement en double, discipline dans laquelle il atteint en janvier 2018 la 1re place mondiale et a remporté vingt-sept titres dont l'Open d'Australie 2014 avec Robert Lindstedt et Wimbledon 2017 avec Marcelo Melo.
En simple, il a atteint deux finales ATP et s'est imposé face à la tête de série no 6 Andy Roddick au premier tour de l'Open de Chine 2009, ce qui reste l'une de ses plus grandes performances.

## Jeunes années, famille et débuts au tennis
Il a commencé à jouer à l'âge de neuf ans. Il est le fils de Dorota et de Janusz (un entraîneur de football). Sa sœur cadette Paulina a étudié la physiothérapie[réf. souhaitée].
Enfant, il admirait Ievgueni Kafelnikov, Stefan Edberg ou encore Jonas Björkman.
Son premier fait d'armes est d'être champion de Pologne des moins de 16 ans, grâce à cette victoire il reçoit une bourse pour aller à l'Académie John Newcombe's au Texas, l'une des plus prestigieuses écoles de tennis du monde.
En junior, Łukasz Kubot gagne son premier tournoi junior à Zabrze en 1999. Il gagne également l'International Raiffeisen Spring Bowl en Autriche, en 2000. Cette même année, il atteint les quarts de finale du tournoi junior de Wimbledon. Son meilleur classement en junior est la 30e place mondiale en simple.

## Carrière

### 2001 à 2005, le début de carrière
En 2001 au tournoi challenger de Sopot en Pologne alors qu'il n'est que 577e mondial, il bat Óscar Hernández (291e mondial à l'époque) au second tour (6-4, 6-4), puis Victor Hănescu (323e mondial à l'époque) en demi-finale (6-4, 7-62) avant de perdre en finale (5-7, 6-3, 2-6) face à David Ferrer (355e mondial à l'époque).
En 2004, il gagne quatre tournoi Futures, deux en Allemagne, un en République tchèque et un en Colombie. Il fait aussi ses débuts en Équipe de Pologne de Coupe Davis en simple.
En 2005, il gagne le Challenger de Donetsk en Ukraine en battant en finale Alexander Peya. Il est également finaliste du Challenger de Joplin aux États-Unis.

### 2006 à 2008, les débuts en ATP
En 2006, il fait ses premiers pas sur le circuit ATP, au Tournoi de Newport : il y perd au premier tour contre Rik De Voest (2-6, 2-6). Il participe ensuite à l'Open de Kitzbühel mais perd dès le premier tour (3-6, 6-3, 66-7).
À l'US Open, il passe deux tours en battant successivement Kristof Vliegen au premier (2-6, 6-1, 6-4, 1-6, 6-3) puis Noam Okun au second (7-67, 6-4, 2-6, 2-6, 6-4) avant de perdre contre Nikolay Davydenko (4-6, 1-6, 1-6). Il est à cette occasion, le premier Polonais à se qualifier pour un 3e tour de tournoi du Grand Chelem depuis Wojtek Fibak en 1980.
Il joue ensuite à l'Open de Vienne où il bat au premier tour Sébastien Grosjean alors 31e mondial (6-4, 6-3), avant d'être sorti par Jürgen Melzer au second tour (4-6, 6-3, 1-6).
Il participe également à l'Open de Saint-Pétersbourg mais est battu dès le premier tour par Raemon Sluiter (4-6, 6-3, 3-6).
En 2007, il fait beaucoup de qualifications mais échoue fréquemment dans les derniers tours, comme à l'Open d'Australie, au Tournoi de tennis de Sydney, à l'Open de Vienne et à l'US Open. Il entre néanmoins dans le tableau principal de l'Open de Tokyo 2007, mais est éliminé dès le premier tour par Justin Gimelstob (4-6, 5-7).
En 2008, il gagne le challenger de Oberstaufen en Allemagne en battant en finale Juan Pablo Brzezicki (6-3, 6-4). Il échoue encore en qualification comme au Tournoi du Queen's ou à l'Open de Stockholm.

### 2009, les premiers résultats

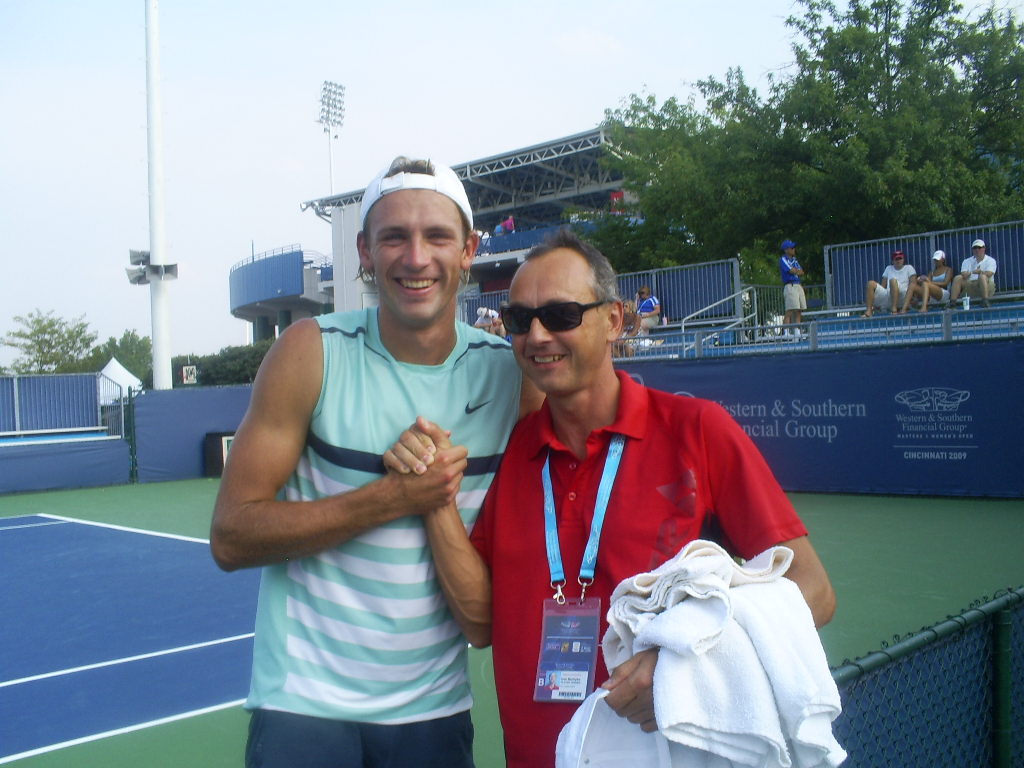
Łukasz Kubot avec un supporter, au Masters de Cincinnati, en 2009.

En 2009 il participe aux qualifications de l'Open d'Australie, durant lesquelles il bat Édouard Roger-Vasselin au premier tour (3-6, 6-3, 6-1), Somdev Devvarman au second tour (4-6 6-4 7-5) avant d'être éliminé par Andreas Beck au troisième tour. Il va ensuite à l'Open du Brésil où issu des qualifications il passe un tour contre Daniel Gimeno-Traver (7-67, 1-6, 6-3) avant d'être sorti au second tour par Thomaz Bellucci (7-5, 4-6, 4-6).

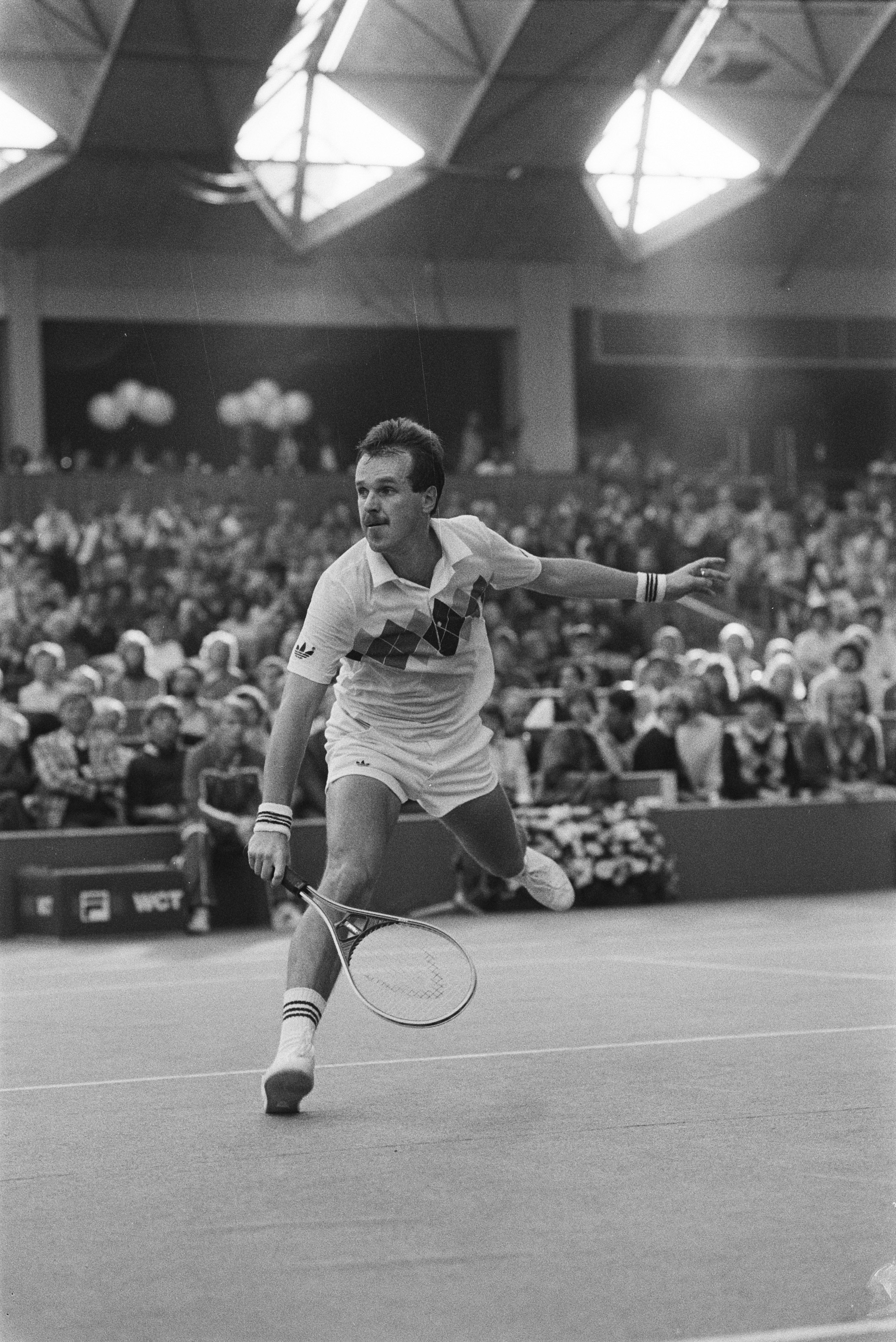
Wojtek Fibak en 1982.

Il crée la surprise lors du tournoi ATP de Belgrade en mai 2009 lorsqu'il bat Mathieu Montcourt (qui était mieux classé qui lui) au premier tour des qualifications (3-6, 6-4, 6-4). Il bat ensuite Valery Rudnev au second tour (6-4, 6-4). Il perd au dernier tour des qualifications face à Dominik Hrbatý (16-7, 6-0, 0-6). Toutefois, il obtient un Lucky loser et accède au tableau principal dans lequel il bat au premier tour Arsenije Zlatanovic (6-3, 7-5) et gagne ensuite par abandon (Igor Andreev). Il accède ainsi aux quarts de finale où il bat Kristof Vliegen (7-66, 6-3). Il bat en demi-finale, Ivo Karlović (7-60, 6-2). En finale il s'incline face au favori, le Serbe Novak Djokovic (3-60, 6-7). Cette finale fut sa première occasion de devenir le premier polonais à gagner un tournoi, depuis Wojtek Fibak et sa victoire au Chicago WCT, en décembre 1982.
Il fait ensuite les qualifications de Roland Garros qui lui permette d'atteindre le tableau principal : il y perd au premier tour contre Viktor Troicki (6-3, 3-6, 4-6, 7-64, 3-6). Quelques semaines plus tard au Tournoi de Stuttgart 2009, toujours issu des qualifications, il bat au premier tour Pablo Andújar (6-2, 6-4), puis au second tour Philipp Kohlschreiber (6-2, 6-4), avant de s'incliner en quart de finale face à Nicolas Kiefer (2-6, 1-6). Toujours issu des qualifications, il perd dès le premier tour su Masters de Cincinnati, face à José Acasuso (4-6, 3-6). Au premier tour de l’Open de Chine 2009, issu des qualifications, il s'impose face à la tête de série no 6 Andy Roddick (6-2, 6-4), avant d'être sorti au second tour par Ivan Ljubičić (6-7, 6-4, 4-6). Une semaine plus tard il atteint le premier tour du Masters de Shanghai (issu des qualifications) où il perd contre Stanislas Wawrinka (6-2, 56-7, 36-7). En fin de saison il parvient à se qualifier pour le Masters de Paris-Bercy, où il bat Andreas Beck au premier tour (6-4, 3-6, 6-4), avant d'être éliminé par Marin Čilić (7-63, 4-6, 2-6).

### 2010

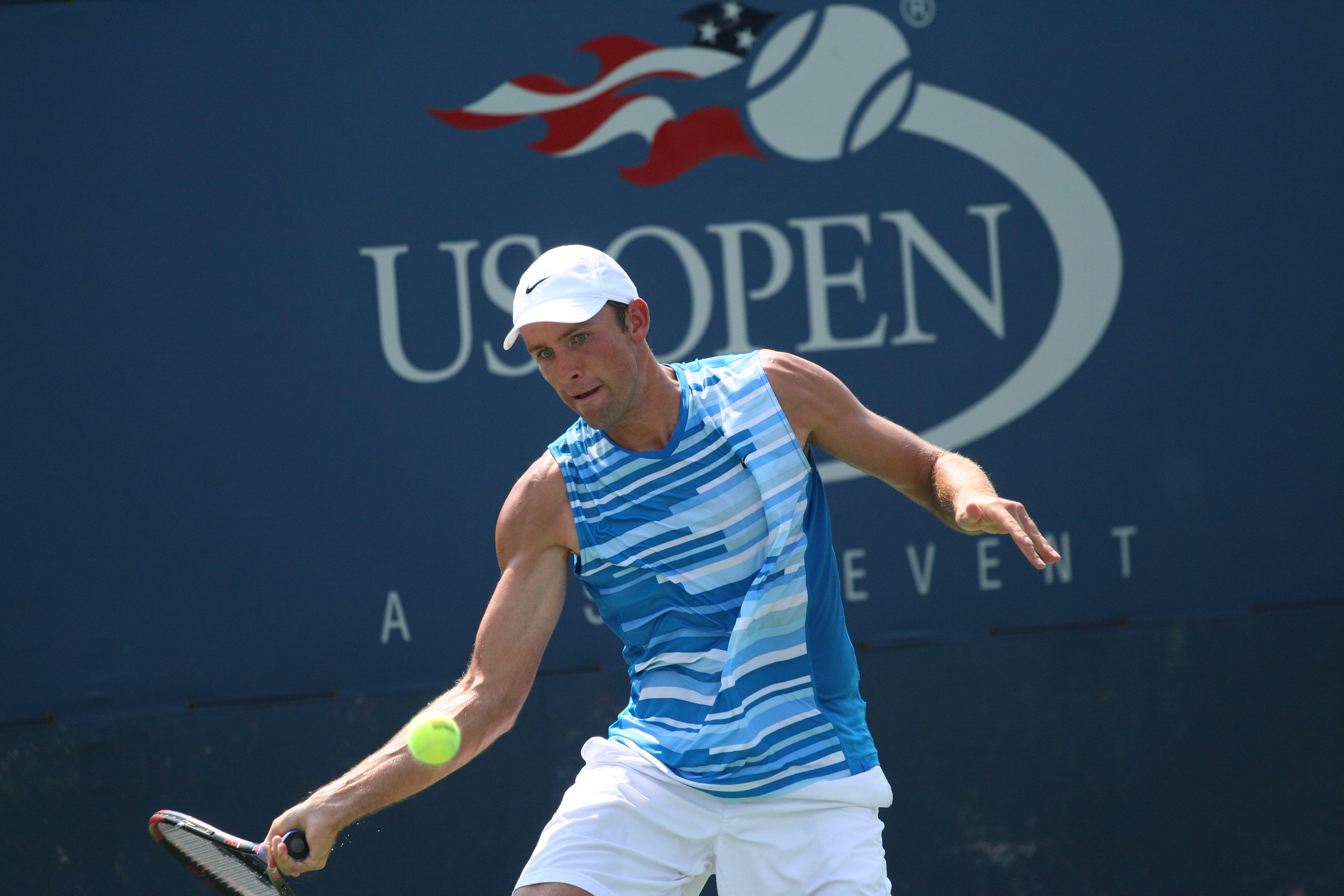
Łukasz Kubot à l'US Open 2010.

En 2010, il commence sa saison à l'Open de Doha. Au premier tour, il bat Karim Maamoun (6-0, 6-2). Au second tour, il bat Serhiy Stakhovsky (6-2, 7-65), puis il est éliminé par Viktor Troicki en quart de finale (6-4, 4-6, 16-7). Il participe ensuite à l'Open d'Australie. Au premier tour, il bat Mischa Zverev (6-3, 6-3, 6-3), puis Santiago Giraldo au second tour (6-4, 3-6, 6-3, 6-1). Au troisième tour, il gagne par forfait face à Mikhail Youzhny, avant d'être éliminé au quatrième tour par Novak Djokovic (1-6, 2-6, 5-7). Il va ensuite à l'Open de Santiago, où il bat Horacio Zeballos au premier tour (3-6, 7-5, 6-3), avant d'être battu au second tour par Marcel Granollers (4-6, 2-6). Une semaine plus tard, il atteint la finale de l'Open du Brésil, en battant successivement Oscar Hernández (7-5, 7-62), Albert Montañés (6-2, 6-2), Fabio Fognini (6-3, 6-1) et Igor Andreev (2-6, 6-2, 6-4). Il est battu en finale par Juan Carlos Ferrero (1-6, 0-6).
Il participe ensuite au Tournoi de Buenos Aires, mais est éliminé dès le premier tour par Juan Mónaco (4-6, 6-71). Ensuite à l'Open du Mexique, il passe le premier tour en battant Horacio Zeballos (6- 6-2), mais il est battu au second tour par Fernando Verdasco (4-6, 3-6).
Au Masters de Miami, il est battu au premier tour par David Nalbandian (3-6, 2-6). Il participe ensuite au Grand-Prix Hassan II, où tête de série no 4 il est exempté du premier tour ; Il bat Arnaud Clément au second tour (6-1, 6-1), mais il est ensuite éliminé en quart de finale par Potito Starace (1-6, 0-6). Au Masters de Monte-Carlo, il est battu dès le premier tour par Viktor Troicki (6-4, 2-6, 2-6).
Il subit ensuite une série de défaites au premier tour à l'Open de Barcelone, au Masters de Rome et enfin au Masters de Madrid. Puis à l'Open de Nice, il bat au premier tour Gianni Mina (7-5, 6-4), mais il est battu par Potito Starace au tour suivant (3-6, 4-6).
À Roland-Garros, il est battu par Josselin Ouanna (65-7, 7-64, 2-6, 4-6). Puis au Tournoi d'Eastbourne, il est battu au premier tour par Nicolás Almagro (35-7, 6-7). Ensuite au tournoi de Wimbledon, il bat au premier tour Blaž Kavčič (4-6, 6-2, 6-2, 6-3), il est ensuite battu au second tour par Philipp Petzschner (4-6, 6-3, 6-4, 3-6, 2-6).
Après 2 mois d'absence, il fait son retour au Masters de Cincinnati, mais il est battu dès le premier tour par John Isner (2-6, 3-6). Au Tournoi de New Haven, il est battu au premier tour par Daniel Brands (4-6, 6-2, 5-7). Puis il est éliminé au premier tour de l'US Open par Guillermo García-López (3-6, 2-6, 64-7).
Il est ensuite éliminé plusieurs fois de suite au premier tour, à l'Open de Roumanie, l'Open de Chine, au Masters de Shanghai, puis à l'Open de Stockholm. Il finit sa saison à l'Open de Vienne, où il bat au premier tour James Blake (6-4, 6-4), avant de perdre au second tour face à Jürgen Melzer (63-7, 62-7).

### 2011

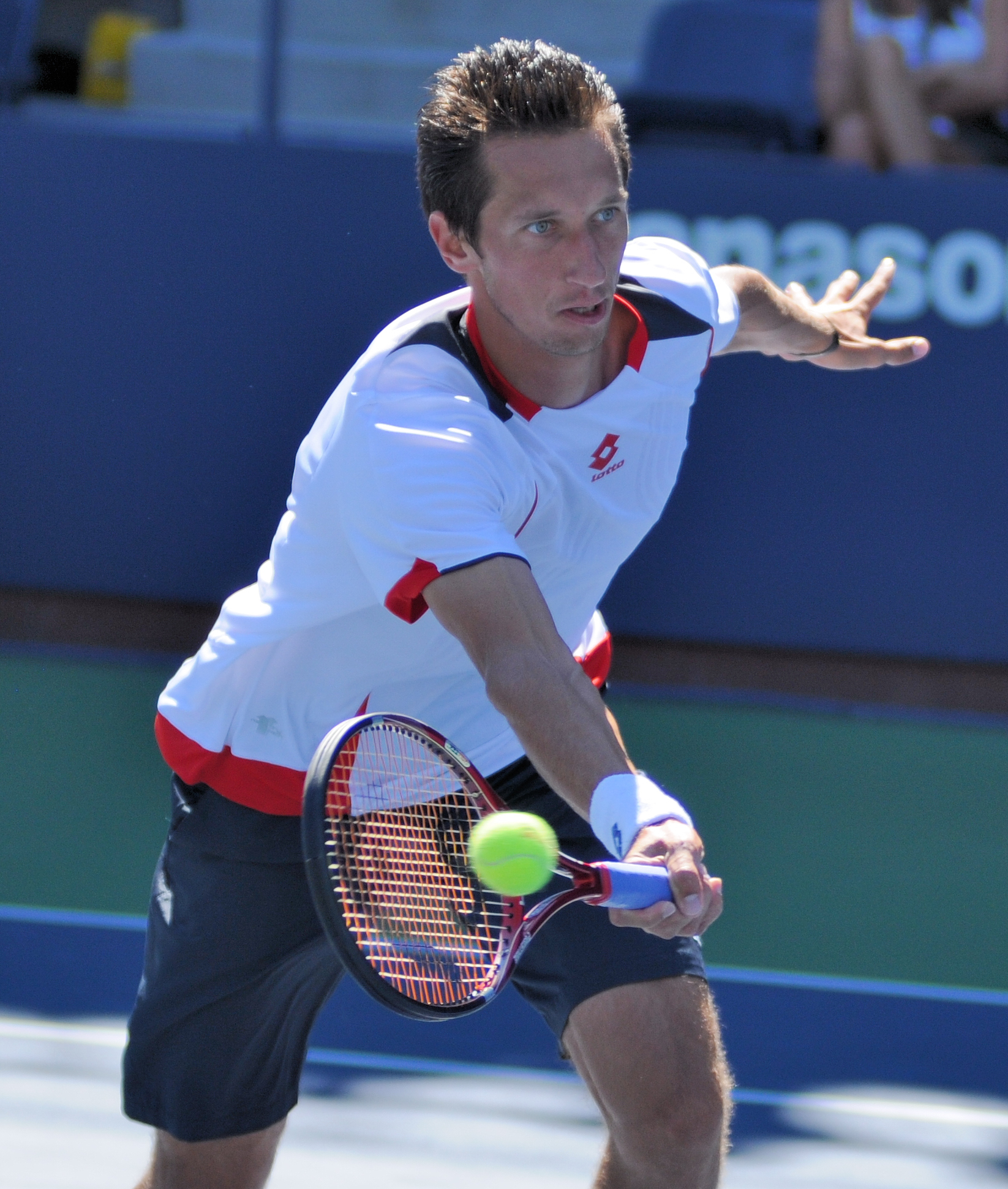
Serhiy Stakhovsky, ici en 2010, qui bat Kubot, au second tour de l'Open d'Australie 2011.

En 2011 il commence sa saison à l'Open de Brisbane, il bat Daniel Brands au premier tour (6-2 6-2), avant de perdre au second tour contre Márcos Baghdatís (2-6 2-6). Au Tournoi de Sydney, il est éliminé par Bernard Tomic au dernier tour des qualifications mais il est ensuite repêché comme Lucky loser et est exempté de premier tour mais il est éliminé au second tour par Potito Starace (65-7 6-2 3-6).
Puis à l'Open d'Australie, au premier tour, il bat le 18e mondial Sam Querrey (5-7 6-2 3-6 6-1 8-6) en 3 heures, avant d'être éliminé au second tour par Serhiy Stakhovsky (3-6 4-6 4-6).
Ensuite à l'Open du Chili, il est éliminé dès le premier tour par Fabio Fognini (66-7 2-6). Une semaine plus tard il va à l'Open du Brésil, au premier tour il bat Eduardo Schwank (65-7 7-5 7-62), puis il est battu par Juan Ignacio Chela (6-3 5-7 3-6). Au Tournoi de Buenos Aires, il perd dès le premier tour contre Pablo Cuevas (7-5 5-7 3-6).
À l'Open du Mexique, il bat Rubén Ramírez Hidalgo (7-5 6-0) au premier tour, puis Eduardo Schwank au second tour (68-7 6-4 6-4), avant d'être éliminé en 1/4 de finale par Thomaz Bellucci (7-65 3-6 4-6). Au Masters d'Indian Wells, il passe un tour en battent Mikhail Kukushkin (7-68 6-4), avant d'être battu par Tomáš Berdych (4-6 1-6).
Issu des qualifications au Masters de Rome, il bat au premier tour Pablo Cuevas (7-61 2-6 6-2), avant d'être battu par Novak Djokovic (0-6 3-6). Il participe ensuite aux qualifications de Roland-Garros, où il bat au premier tour, Peter Polansky (61-7 6-1 6-0), puis il bat au second tour Julio Silva (6-4 6-1) avant de battre au dernier tour Simon Greul (2-6 7-5 6-1). Au premier tour du tableau final il bat Nicolás Almagro 12e mondial (3-6 2-6 7-63 7-65 6-4), puis au second tour il bat Carlos Berlocq (6-3 7-64 6-3), avant d'être battu au troisième tour par Alejandro Falla (7-64 4-6 5-7 4-6).

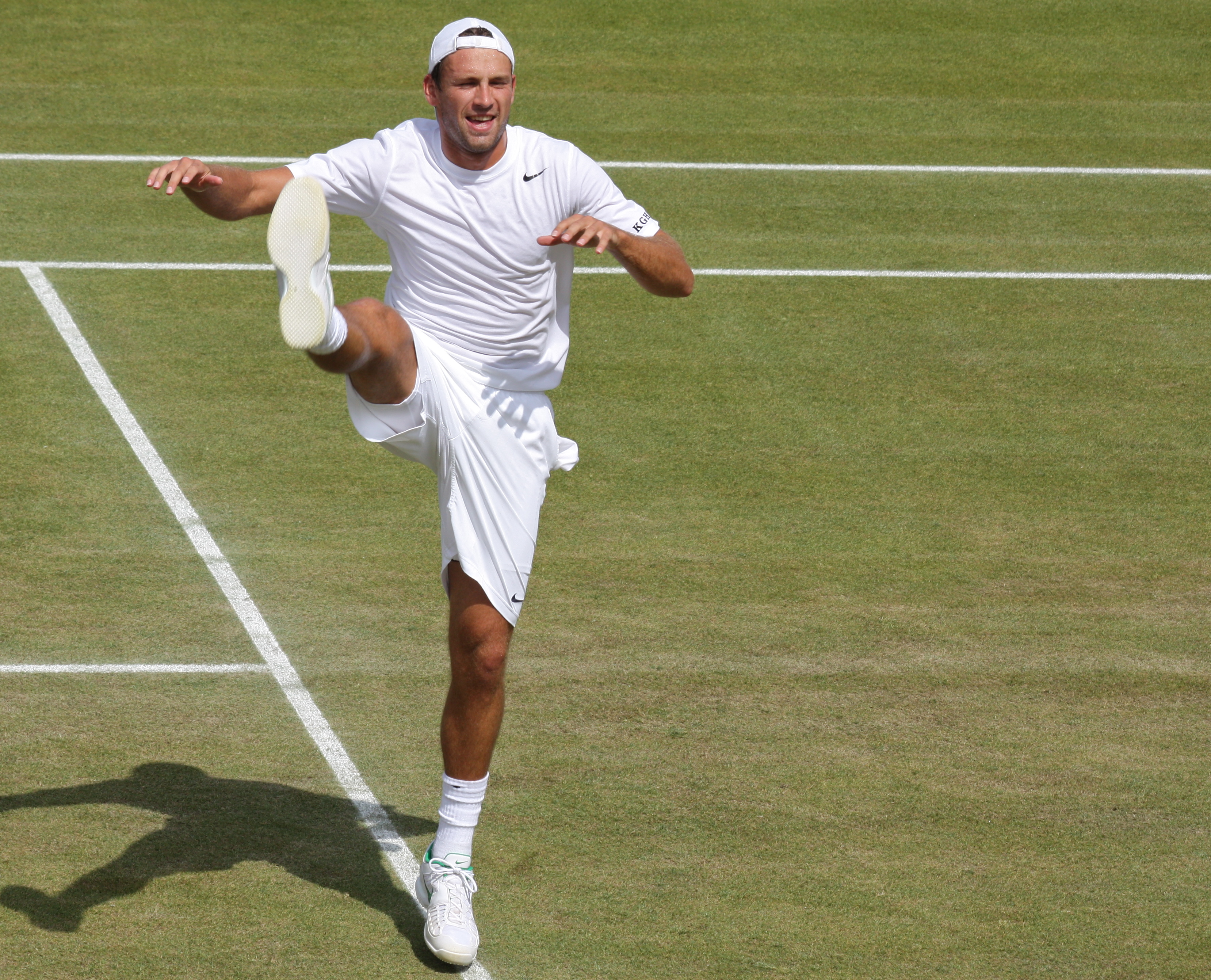
Łukasz Kubot danse le cancan pour fêter sa victoire sur Monfils (8e mondial) au tournoi de Wimbledon 2011.

Ensuite à Wimbledon, issu des qualifications, il bat au premier tour Arnaud Clément (6-4 6-2 3-6 5-7 6-4), puis Ivo Karlović au second tour (7-62 6-3 6-3) ; au troisième tour il bat Gaël Monfils (8e mondial) (6-3 3-6 6-3 6-3), puis il est battu en huitièmes de finale par Feliciano López (6-3 7-65 6-77 5-7 5-7).
Il participe ensuite au Tournoi de Stuttgart où, au premier tour, il bat Daniel Gimeno-Traver (7-62 3-6 6-2), puis au second tour, Guillermo García-López (4-6 6-4 6-3). En quart de finale, il bat Santiago Giraldo (7-5 5-7 6-3) ; en demi-finale, il est éliminé par Pablo Andújar (4-6 6-3 4-6).
Après deux mois d'absence, il participe à l'Open de Malaisie, où au premier tour il bat Lukáš Rosol (6-3 6-3), avant d'être éliminé au second tour par Nikolay Davydenko (3-6 26-7). Il passe ensuite trois tours à l'Open de Tokyo, puis au Masters de Shanghai et également à l'Open de Stockholm. Ensuite à l'Open de Bâle (issu des qualifications) il passe un tour en éliminant Tobias Kamke (5-7 7-5 6-2), avant d'être éliminé par Novak Djokovic (1-6 2-6).

### 2012
Il commence sa saison à l'Open de Doha, mais il est éliminé dès le premier tour par Andreas Seppi (2-6 2-6). Il participe au Tournoi de Sydney 2012, où il passe un tour en battant au premier tour Ivan Dodig (7-64 7-5), avant d'être éliminé par Juan Martín del Potro (4-6 2-6).
À l'Open d'Australie, il est battu au premier tour par Nicolás Almagro (6-1 5-7 3-6 5-7). Au Tournoi de Zagreb, il bat au premier tour Matteo Viola (6-2 6-1), avant d'être éliminé au second tour par Márcos Baghdatís (4-6 2-6). Ensuite au Tournoi de Rotterdam, il bat au premier tour Alexandr Dolgopolov (46-7 6-4 6-2), avant d'être battu par Jarkko Nieminen (3-6 7-5 26-7). Au Tournoi de Memphis il bat au premier tour Jesse Levine (7-62 6-4), puis Philipp Petzschner au second tour (7-65 6-2), avant d'être battu en quart de finale par Benjamin Becker (5-7 56-7). À l'Open du Mexique, il bat au premier tour Daniel Garza (6-1 6-3), avant d'être éliminé au second tour par David Ferrer (3-6 3-6).

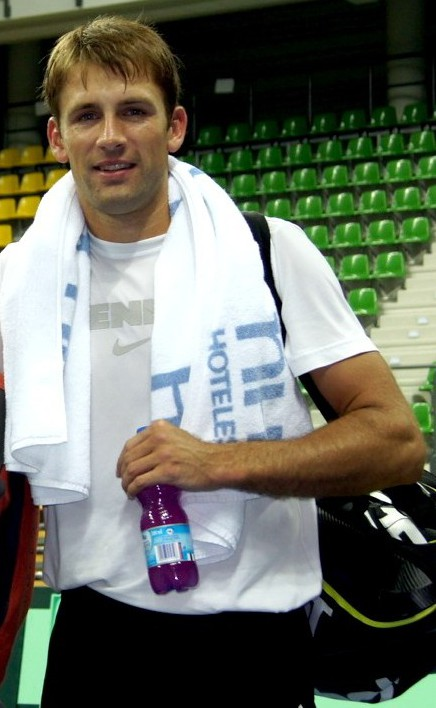
Łukasz Kubot en avril 2013.

Au Masters d'Indian Wells, il bat au premier tour Ivo Karlović (6-4 6-2), puis Andy Roddick le bat au second tour (6-4 56-7 3-6). Au Masters de Miami et au Masters de Monte-Carlo il est battu dès le premier tour. À l'Open de Roumanie, il bat au premier tour Gabriel Moraru (6-2 6-3), puis au second tour Marius Copil (6-3 6-3), avant d'être éliminé en quart de finale par Gilles Simon (6-3 1-6 3-6). Ensuite au Masters de Rome, il bat au premier tour Potito Starace (6-3 5-7 6-2), Avant d'être battu au second tour par Tomáš Berdych (4-6 1-6). Ensuite à Roland-Garros, il bat au premier tour Karol Beck, puis au second tour Florent Serra (7-60 6-2 7-64), avant d'être battu par David Goffin (46-7 5-7 1-6) au troisième tour.
Il participe ensuite à l'Open de Halle, où il bat Jarkko Nieminen au premier tour (6-4 6-4), avant d'être éliminé par Philipp Kohlschreiber (7-65 1-6 3-6). À l'UNICEF Open, il bat au premier tour Dudi Sela (6-1 6-2), puis est battu au second tour par Benoît Paire (3-6 6-0 4-6). Au Tournoi de Wimbledon, il bat au premier tour Tatsuma Ito (7-66 6-3 6-3), avant d'être éliminé par Marin Čilić (46-7 2-6 1-6).
Il va ensuite au Tournoi de Stuttgart, où il est éliminé dès le premier tour par Cedrik-Marcel Stebe (2-6 6-0 3-6). La semaine suivante il va à l'Open de Gstaad, il bat au premier tour Ivan Dodig (3-6 6-3 6-4), au second tour Marcel Granollers (6-4 6-2), puis il est éliminé en quart de finale par Grigor Dimitrov (3-6 2-6). Ensuite il participe au Tournoi Olympique de Londres, en représentant la Pologne, il est battu dès le premier tour par Grigor Dimitrov (3-6 46-7).

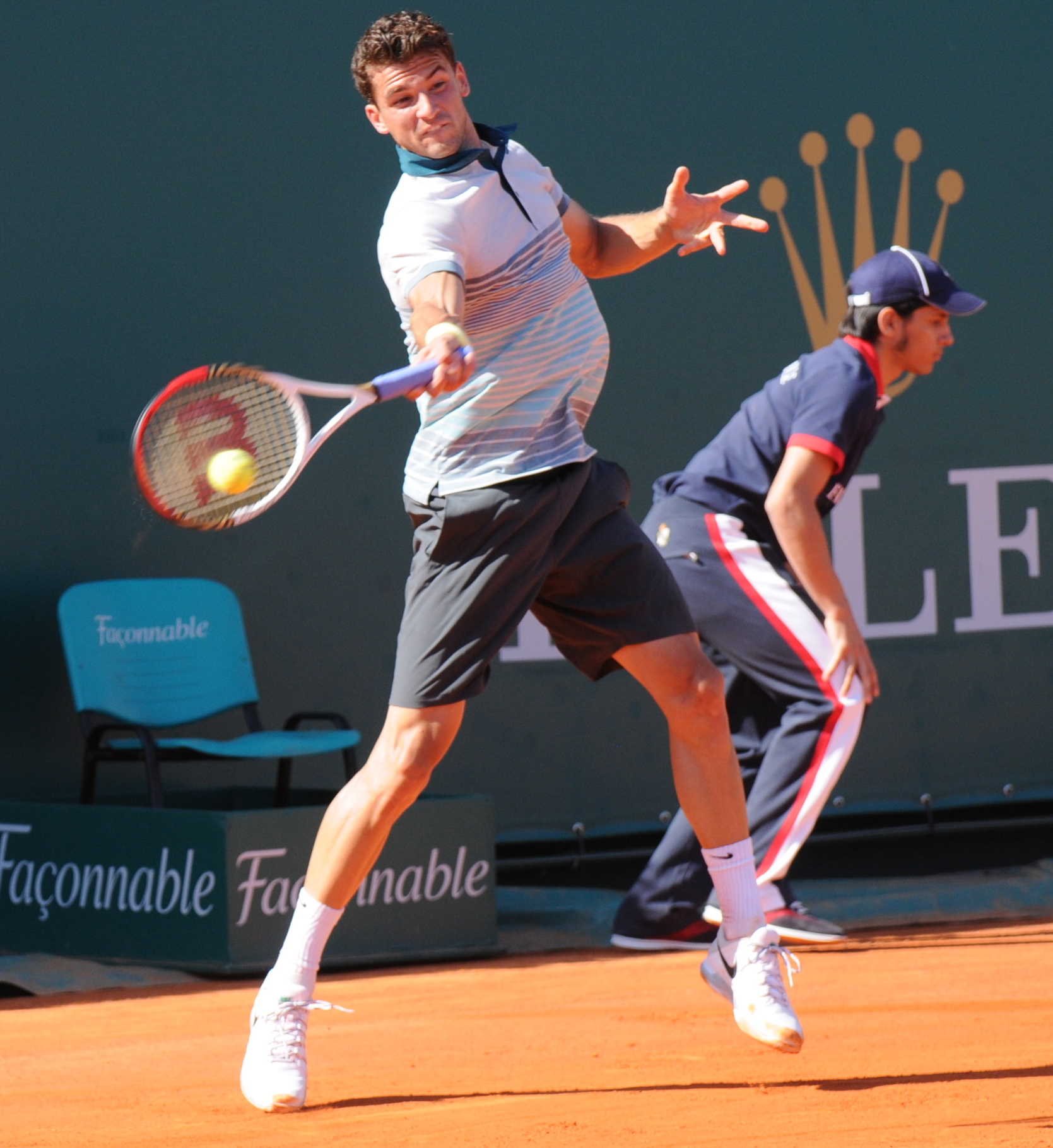
Grigor Dimitrov (ici en 2013), qui le bat au premier tour du Tournoi Olympique de Londres.

Il va ensuite au Masters de Cincinnati, où il est encore éliminé dès le premier tour par Lu Yen-hsun (3-6 0-6), puis il va au Tournoi de Winston-Salem, où il bat au premier tour Tommy Robredo (6-1 2-6 6-2), au second tour Julien Benneteau (2-6 7-5 6-3), avant d'être éliminé au troisième tour par David Goffin (3-6 6-1 56-7) ; à l'US Open de tennis, il est éliminé dès le premier tour par Leonardo Mayer (4-6 4-6 5-7).
Il participe ensuite à l'Open de Saint-Pétersbourg : il bat au premier tour Denis Istomin (4-6 6-3 6-4), puis est éliminé par Daniel Gimeno-Traver (4-6 56-7). Au Masters de Shanghai, issu des qualifications, il est éliminé dès le premier tour par Marin Čilić (5-7 3-6). À l'Open de Vienne, il est éliminé dès le premier tour par Jesse Levine (3-6 4-6). Il va ensuite à l'Open de Bâle, où issu dès qualifications, il bat au premier tour Lukáš Lacko (6-4 6-4), puis au second tour il est battu par Benoît Paire (4-6 4-6).

### 2013: quart de finaliste à Wimbledon

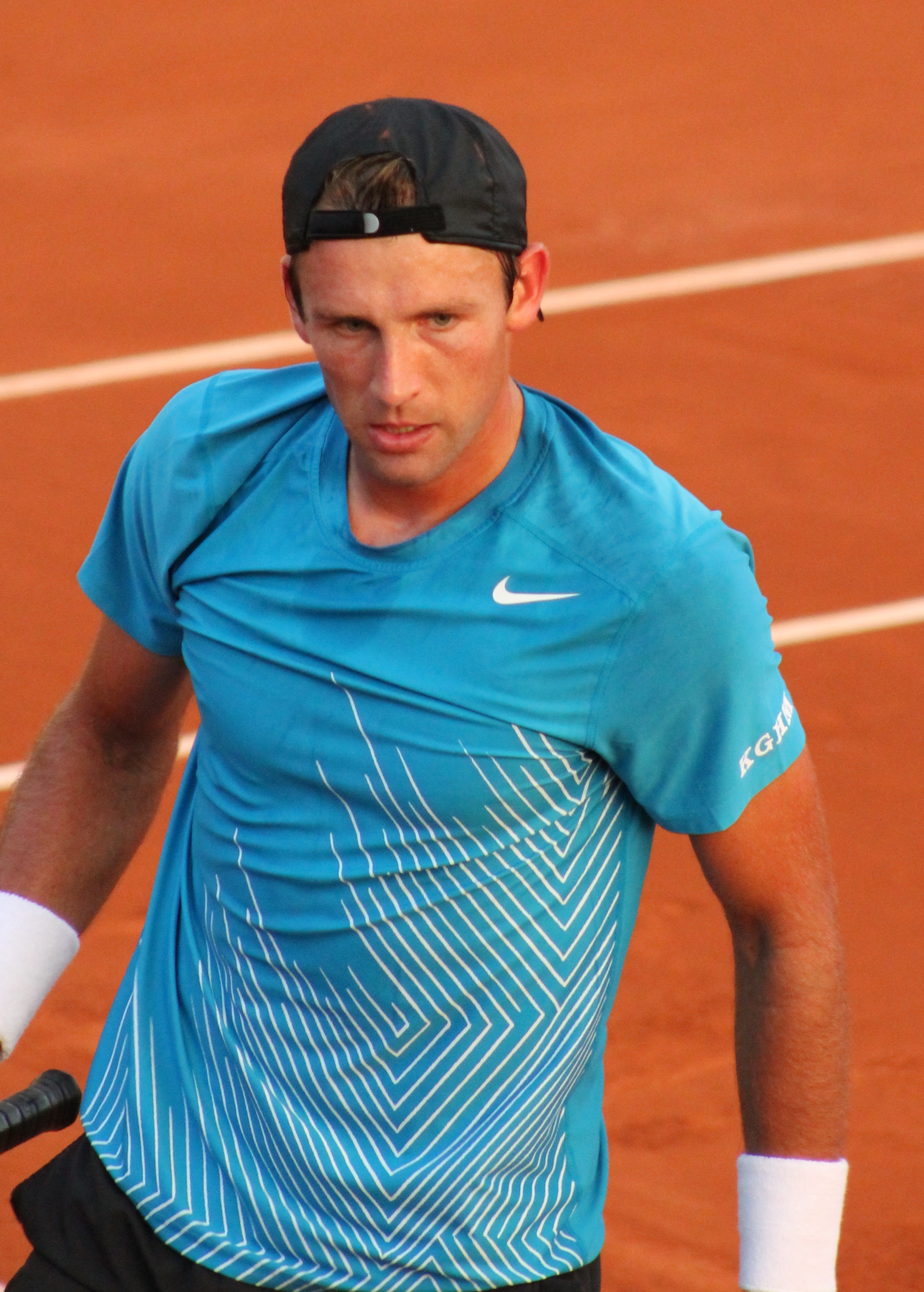
Lukasz Kubot à Roland-Garros 2013.

Il commence la saison par l'Open de Doha où il bat au premier tour Feliciano López (6-4, 6-2), avant de perdre au second tour contre Simone Bolelli (6-2, 4-6, 4-6). Quelques semaines plus tard, à l'Open d'Australie, il est éliminé dès le premier tour par Daniel Gimeno-Traver (7-64, 4-6, 0-6, 6-4, 4-6). Quelques semaines après, il participe au Tournoi de Memphis, où il bat au premier tour Ryan Harrison (6-4, 64-7, 7-62), il est ensuite éliminé par Michael Russell (2-6, 4-6). Une semaine plus tard, à l'Open du Mexique, il est battu dès le premier tour par Wayne Odesnik (3-6, 4-6). Au Masters d'Indian Wells, il est éliminé au premier tour par Benoît Paire (7-5, 5-7, 2-6),. Enfin, il participe au Masters de Miami, où il bat au premier tour Frank Dancevic (4-6, 6-4, 6-3), mais est éliminé au second tour par Sam Querrey (6-4, 3-6, 3-6),.
Fin avril, issu des qualifications, il joue l'Open de Munich, où il est sorti dès le premier tour par Florian Mayer (62-7, 6-4, 5-7).
À Roland-Garros, après avoir vaincu le qualifié français Maxime Teixera sur le score de 6-4, 5-7, 7-67, 6-2, il perd au second tour face à Benoît Paire, non aidé par les intempéries, sur le score final de 7-62, 6-2, 6-4 pour le joueur français.
Deux semaines plus tard, au tournoi de Wimbledon, il signe son meilleur résultat en Grand Chelem par un quart de finale, profitant de l'élimination de plusieurs têtes de série dans sa partie de tableau. Il bat au premier tour Igor Andreev (6-1, 7-5, 6-2), puis profite du forfait de Steve Darcis, tombeur de Nadal, puis prend sa revanche sur Benoît Paire, qui l'avait battu à Roland-Garros. En huitième de finale, il affronte un autre Français, Adrian Mannarino, qu'il bat en cinq sets (4-6, 6-3, 3-6, 6-3, 6-4). Il s'incline en quart de finale face à son compatriote Jerzy Janowicz (7-5, 6-4, 6-4).
Au Tournoi de Hambourg, il est battu au premier tour par Jan Hájek (6-3, 6-2). En août, à l'Open de Winston-Salem, il est battu encore dès son entrée en lice par Nicolas Mahut (6-3, 6-1). Puis pour la troisième fois de suite à l'US Open, il est éliminé dès le premier tour par Jarkko Nieminen (7-5, 7-5, 6-2).

### 2014-2016
(novembre 2017).

### 2017:2eplacemondiale en double
En juillet il remporte son deuxième titre majeur à Wimbledon associé à Marcelo Melo.
À la fin octobre, il remporte le Masters 1000 de Paris-Bercy en double, toujours associé au Brésilien Marcelo Melo et se rapproche de la 1re place au classement mondial en double, en montant au 2e rang.

## Parcours dans les tournois duGrand Chelem

### En simple
| Année | Open d'Australie | Open d'Australie | Internationaux de France | Internationaux de France | Wimbledon      | Wimbledon       | US Open         | US Open         |
| ----- | ---------------- | ---------------- | ------------------------ | ------------------------ | -------------- | --------------- | --------------- | --------------- |
| 2006  | —                | —                | —                        | —                        | —              | —               | 3e tour (1/16)  | N. Davydenko    |
| 2007  | —                | —                | —                        | —                        | —              | —               | —               | —               |
| 2008  | —                | —                | —                        | —                        | —              | —               | —               | —               |
| 2009  | —                | —                | 1er tour (1/64)          | Viktor Troicki           | —              | —               | —               | —               |
| 2010  | 1/8 de finale    | Novak Djokovic   | 1er tour (1/64)          | Josselin Ouanna          | 2e tour (1/32) | P. Petzschner   | 1er tour (1/64) | G. García-López |
| 2011  | 2e tour (1/32)   | S. Stakhovsky    | 3e tour (1/16)           | Alejandro Falla          | 1/8 de finale  | Feliciano López | —               | —               |
| 2012  | 1er tour (1/64)  | Nicolás Almagro  | 3e tour (1/16)           | David Goffin             | 2e tour (1/32) | Marin Čilić     | 1er tour (1/64) | Leonardo Mayer  |
| 2013  | 1er tour (1/64)  | D. Gimeno-Traver | 2e tour (1/32)           | Benoît Paire             | 1/4 de finale  | Jerzy Janowicz  | 1er tour (1/64) | Jarkko Nieminen |
| 2014  | 1er tour (1/64)  | N. Davydenko     | 1er tour (1/64)          | Ernests Gulbis           | 3e tour (1/16) | Milos Raonic    | —               | —               |

N.B. : à droite du résultat se trouve le nom de l'ultime adversaire.

### En double
| Année | Open d'Australie              | Open d'Australie           | Internationaux de France         | Internationaux de France     | Wimbledon                     | Wimbledon                       | US Open                     | US Open                         |
| ----- | ----------------------------- | -------------------------- | -------------------------------- | ---------------------------- | ----------------------------- | ------------------------------- | --------------------------- | ------------------------------- |
| 2004  | —                             | —                          | —                                | —                            | 2e tour (1/16) G. Kisgyörgy   | Bob Bryan Mike Bryan            | —                           | —                               |
| 2005  | —                             | —                          | —                                | —                            | —                             | —                               | —                           | —                               |
| 2006  | —                             | —                          | —                                | —                            | 2e tour (1/16) Tomáš Zíb      | J. Björkman Max Mirnyi          | 1er tour (1/32) T. Cibulec  | C. Haggard B. Reynolds          |
| 2007  | 1/8 de finale O. Marach       | P. Hanley K. Ullyett       | 1/8 de finale O. Marach          | Bob Bryan Mike Bryan         | 2e tour (1/16) M. Fyrstenberg | R. Bloomfield J. Marray         | 1er tour (1/32) David Škoch | S. Aspelin J. Knowle            |
| 2008  | —                             | —                          | 1er tour (1/32) Lovro Zovko      | J. Tipsarević V. Troicki     | 2e tour (1/16) R. De Voest    | T. Parrott F. Polášek           | —                           | —                               |
| 2009  | 1/2 finale O. Marach          | M. Bhupathi M. Knowles     | 2e tour (1/16) O. Marach         | M. Kohlmann A. Waske         | 1/4 de finale O. Marach       | D. Nestor N. Zimonjić           | 1er tour (1/32) O. Marach   | Leoš Friedl J. Levinský         |
| 2010  | 1/8 de finale O. Marach       | Ivo Karlović Dušan Vemić   | 1/4 de finale O. Marach          | D. Nestor N. Zimonjić        | 1er tour (1/32) O. Marach     | L. Mayer H. Zeballos            | 1/4 de finale O. Marach     | E. Schwank H. Zeballos          |
| 2011  | 1/4 de finale O. Marach       | Eric Butorac J.-J. Rojer   | 1er tour (1/32) O. Marach        | Scott Lipsky Rajeev Ram      | 1er tour (1/32) M. Knowles    | C. Guccione A. Shamasdin        | —                           | —                               |
| 2012  | 1er tour (1/32) M. Granollers | S. González C. Kas         | 2e tour (1/16) Be. Becker        | Scott Lipsky Rajeev Ram      | —                             | —                               | 2e tour (1/16) M. Youzhny   | M. Granollers Marc López        |
| 2013  | 1/8 de finale J. Chardy       | Bob Bryan Mike Bryan       | 1er tour (1/32) J. Chardy        | G. Dimitrov F. Nielsen       | 1/8 de finale M. Matkowski    | Leander Paes R. Štěpánek        | 1er tour (1/32) J. Janowicz | A.-U.-H. Qureshi J.-J. Rojer    |
| 2014  | Victoire R. Lindstedt         | Eric Butorac Raven Klaasen | 1/4 de finale R. Lindstedt       | A. Golubev Sam Groth         | 2e tour (1/16) R. Lindstedt   | C. Guccione L. Hewitt           | —                           | —                               |
| 2015  | 2e tour (1/16) J. Chardy      | Alex Bolt A. Whittington   | 1/8 de finale J. Chardy          | Bob Bryan Mike Bryan         | 1/8 de finale Max Mirnyi      | R. Bopanna Florin Mergea        | 2e tour (1/16) J. Chardy    | Daniel Nestor É. Roger-Vasselin |
| 2016  | 2e tour (1/16) M. Matkowski   | Daniel Nestor R. Štěpánek  | 1/2 finale A. Peya               | Bob Bryan Mike Bryan         | 1er tour (1/32) A. Peya       | Ken Skupski Neal Skupski        | 1/4 de finale A. Peya       | P. Carreño G. García            |
| 2017  | 1/8 de finale M. Melo         | Ivan Dodig M. Granollers   | 2e tour (1/16) M. Melo           | R. Harrison M. Venus         | Victoire M. Melo              | O. Marach Mate Pavić            | 2e tour (1/16) M. Melo      | J. Benneteau É. Roger-Vasselin  |
| 2018  | 1/4 de finale M. Melo         | B. McLachlan J.-L. Struff  | 1/8 de finale M. Melo            | R. Bopanna É. Roger-Vasselin | 2e tour (1/16) M. Melo        | J. Erlich M. Matkowski          | Finale M. Melo              | Mike Bryan Jack Sock            |
| 2019  | 1/4 de finale H. Zeballos     | Ryan Harrison Sam Querrey  | 1/8 de finale M. Melo            | J. Chardy Fabrice Martin     | 1/4 de finale M. Melo         | Nicolas Mahut É. Roger-Vasselin | 1/8 de finale M. Melo       | Leonardo Mayer João Sousa       |
| 2020  | 2e tour (1/16) M. Melo        | S. González Ken Skupski    | 2e tour (1/16) M. Melo           | N. Monroe Tommy Paul         | Annulé                        | Annulé                          | 1er tour (1/16) M. Melo     | Sander Gillé Joran Vliegen      |
| 2021  | 1/8 de finale W. Koolhof      | M. Ebden J.-P. Smith       | 1er tour (1/32) M. Melo          | N. Monroe Frances Tiafoe     | 1/4 de finale M. Melo         | Nikola Mektić Mate Pavić        | 1er tour (1/32) M. Melo     | Evan King Hunter Reese          |
| 2022  | —                             | —                          | 2e tour (1/16) É. Roger-Vasselin | Rafael Matos David Vega      | 2e tour (1/16) Szymon Walków  | Ivan Dodig Austin Krajicek      | 1er tour (1/32) S. Gillé    | A. Karatsev Luke Saville        |

N.B. : le nom du partenaire se trouve sous le résultat ; le nom des ultimes adversaires se trouve à droite.

### En double mixte
| Année | Open d'Australie            | Open d'Australie           | Internationaux de France | Internationaux de France | Wimbledon                   | Wimbledon                  | US Open                     | US Open                     |
| ----- | --------------------------- | -------------------------- | ------------------------ | ------------------------ | --------------------------- | -------------------------- | --------------------------- | --------------------------- |
| 2007  | —                           | —                          | —                        | —                        | 2e tour (1/16) S. Bammer    | N. Dechy Andy Ram          | —                           | —                           |
| 2009  | —                           | —                          | 1/4 de finale S. Bammer  | V. King M. Melo          | —                           | —                          | 1er tour (1/16) S. Bammer   | L. Raymond M. Matkowski     |
| 2015  | —                           | —                          | —                        | —                        | 3e tour (1/8) A. Hlaváčková | Elena Vesnina M. Matkowski | 1/2 finale A. Hlaváčková    | B. Mattek-Sands Sam Querrey |
| 2016  | 2e tour (1/8) A. Hlaváčková | Chan Yung-jan R. Bopanna   | —                        | —                        | 3e tour (1/8) A. Hlaváčková | A. Klepač A. Peya          | 2e tour (1/8) A. Hlaváčková | G. Dabrowski R. Bopanna     |
| 2017  | 2e tour (1/8) Chan Yung-jan | G. Dabrowski R. Bopanna    | —                        | —                        | —                           | —                          | —                           | —                           |
| 2019  | 2e tour (1/8) Iga Świątek   | B. Krejčíková Rajeev Ram   | —                        | —                        | —                           | —                          | —                           | —                           |
| 2020  | 1/4 de finale Iga Świątek   | Astra Sharma J.-P. Smith   | Annulé                   | Annulé                   | Annulé                      | Annulé                     | Annulé                      | Annulé                      |
| 2021  | 2e tour (1/8) Iga Świątek   | Hayley Carter Sander Gillé | —                        | —                        | —                           | —                          | 1er tour (1/16) L. Hradecká | J. Pegula A. Krajicek       |

N.B. : le nom de la partenaire se trouve sous le résultat ; le nom des ultimes adversaires se trouve à droite.

## Participation auMasters

### En double
| Année | Ville              | Surface    | Partenaire       | Résultats | Résultat final    |
| ----- | ------------------ | ---------- | ---------------- | --------- | ----------------- |
| 2009  | Londres (O2 Arena) | Dur indoor | Oliver Marach    | 2v, 1d    | Éliminé en poules |
| 2010  | Londres (O2 Arena) | Dur indoor | Oliver Marach    | 1v, 2d    | Éliminé en poules |
| 2014  | Londres (O2 Arena) | Dur indoor | Robert Lindstedt | 3v, 1d    | Demi-finaliste    |
| 2017  | Londres (O2 Arena) | Dur indoor | Marcelo Melo     | 3v, 2d    | Finaliste         |
| 2018  | Londres (O2 Arena) | Dur indoor | Marcelo Melo     | 1v, 2d    | Éliminé en poules |
| 2019  | Londres (O2 Arena) | Dur indoor | Marcelo Melo     | 2v, 2d    | Demi-finaliste    |
| 2020  | Londres (O2 Arena) | Dur indoor | Marcelo Melo     | 1v, 2d    | Éliminé en poules |

## Parcours dans lesMasters 1000

### En simple
| Année | Indian Wells           | Miami                  | Monte-Carlo         | Rome                | Madrid                    | Canada | Cincinnati           | Shanghai               | Paris               |
| ----- | ---------------------- | ---------------------- | ------------------- | ------------------- | ------------------------- | ------ | -------------------- | ---------------------- | ------------------- |
| 2009  | —                      | —                      | —                   | —                   | —                         | —      | 1er tour J. Acasuso  | 1er tour S. Wawrinka   | 2e tour Marin Čilić |
| 2010  | —                      | 1er tour D. Nalbandian | 1er tour V. Troicki | 1er tour N. Almagro | 1er tour F. López         | —      | 1er tour John Isner  | 1er tour John Isner    | —                   |
| 2011  | 2e tour T. Berdych     | —                      | —                   | 2e tour N. Djokovic | —                         | —      | —                    | 1er tour A. Dolgopolov | —                   |
| 2012  | 2e tour A. Roddick     | 1er tour I. Karlović   | 1er tour J. Melzer  | 2e tour T. Berdych  | —                         | —      | 1er tour Lu Yen-hsun | 1er tour Marin Čilić   | —                   |
| 2013  | 1er tour B. Paire      | 2e tour Sam Querrey    | —                   | —                   | —                         | —      | —                    | —                      | —                   |
| 2014  | 1er tour S. Stakhovsky | 1er tour M. Ebden      | —                   | —                   | 1/8 de finale R. Bautista | —      | —                    | —                      | —                   |
| 2015  | —                      | —                      | —                   | —                   | —                         | —      | —                    | 1er tour Jack Sock     | —                   |

N.B. : sous le résultat se trouve le nom de l’ultime adversaire.

## Classements ATP en fin de saison
| Année          | 2000 | 2001 | 2002 | 2003 | 2004 | 2005 | 2006 | 2007 | 2008 | 2009 | 2010 | 2011 | 2012 | 2013 | 2014 | 2015 | 2016 | 2017 | 2018 | 2019 | 2020 | 2021 |
| Rang en simple | 654  | 394  | 498  | 331  | 258  | 136  | 120  | 222  | 223  | 101  | 70   | 57   | 75   | 71   | 170  | 477  | 906  | -    | -    | -    | -    | -    |
| Rang en double | 812  | 441  | 928  | 180  | 135  | 138  | 65   | 45   | 75   | 12   | 10   | 53   | 39   | 37   | 18   | 29   | 24   | 2    | 9    | 6    | 10   | 34   |

Source : (en) Classements de Łukasz Kubot sur le site officiel de la Fédération internationale de tennis